# Mistrovství Evropy ve fotbale žen do 19 let 2022
Mistrovství Evropy ve fotbale žen do 19 let 2022 bude 19. ročníkem Mistrovství Evropy ve fotbale žen do 19 let. Turnaj je pořádán UEFA pro ženské národní týmy Evropy do 19 let. Turnaje se zúčastní osm týmů. Zúčastnit se mohou hráčky narozené 1. ledna 2003 nebo později.
Obhájcem titulu je Francie, která vyhrála poslední turnaj konaný v roce 2019, přičemž ročníky 2020 a 2021 byly zrušeny kvůli pandemii covidu-19.

## Kvalifikace
Do kvalifikace se přihlásilo rekordních 52 zemí UEFA.

### Kvalifikované týmy
| Země      | Kvalifikace                       | Datum postupu   | Předchozí účast na ME                                                                               |
| --------- | --------------------------------- | --------------- | --------------------------------------------------------------------------------------------------- |
| Česko     | pořadatel                         | 24. září 2019   | 0                                                                                                   |
| Německo   | postup ze skupiny A2 (z 1. místa) | 12. dubna 2022  | 16 (2002, 2003, 2004, 2005, 2006, 2007, 2008, 2009, 2010, 2011, 2013, 2015, 2016, 2017, 2018, 2019) |
| Anglie    | postup ze skupiny A3 (z 1. místa) | 12. dubna 2022  | 13 (2002, 2003, 2005, 2007, 2008, 2009, 2010, 2012, 2013, 2014, 2015, 2017, 2019)                   |
| Švédsko   | postup ze skupiny A1 (z 1. místa) | 12. dubna 2022  | 9 (2002, 2003, 2006, 2008, 2009, 2012, 2013, 2014, 2015)                                            |
| Norsko    | postup ze skupiny A4 (z 1. místa) | 16. května 2022 | 13 (2002, 2003, 2004, 2007, 2008, 2009, 2011, 2013, 2014, 2015, 2016, 2018, 2019)                   |
| Itálie    | postup ze skupiny A5 (z 1. místa) | 12. dubna 2022  | 7 (2003, 2004, 2008, 2010, 2011, 2017, 2018)                                                        |
| Španělsko | postup ze skupiny A6 (z 1. místa) | 12. dubna 2022  | 14 (2002, 2003, 2004, 2007, 2008, 2010, 2011, 2012, 2014, 2015, 2016, 2017, 2018, 2019)             |
| Francie   | postup ze skupiny A7 (z 1. místa) | 12. dubna 2022  | 15 (2002, 2003, 2004, 2005, 2006, 2007, 2008, 2009, 2010, 2013, 2015, 2016, 2017, 2018, 2019)       |

## Stadiony
| Stadion         | Město         | Kapacita |
| --------------- | ------------- | -------- |
| Stadion Stovky  | Frýdek-Místek | 2 400    |
| Městský stadion | Karviná       | 4 833    |
| Městský stadion | Opava         | 7 758    |
| Městský stadion | Ostrava       | 15 123   |
| Bazaly          | Ostrava       | 10 039   |

## Skupinová fáze
Všechny časy jsou místní (UTC+2).

### Skupina A
| Poř. | Tým       | Z | V | R | P | GV | GI | B |                           |
| ---- | --------- | - | - | - | - | -- | -- | - | ------------------------- |
| 1.   | Španělsko | 3 | 2 | 1 | 0 | 9  | 2  | 7 | Postup do vyřazovací fáze |
| 2.   | Francie   | 3 | 1 | 2 | 0 | 6  | 3  | 5 | Postup do vyřazovací fáze |
| 3.   | Itálie    | 3 | 1 | 1 | 1 | 7  | 5  | 4 |                           |
| 4.   | Česko     | 3 | 0 | 0 | 3 | 0  | 12 | 0 |                           |

| 27. června 2022 11:00 |        |         |                                                  |
| Česko                 | 0:3    | Francie | Městský stadion, Ostrava rozhodčí: Katalin Sipos |
|                       | Report |         | Městský stadion, Ostrava rozhodčí: Katalin Sipos |

| 27. června 2022 17:30 |        |        |                                                     |
| Španělsko             | 3:1    | Itálie | Městský stadion, Opava rozhodčí: Lizzy Van Der Helm |
|                       | Report |        | Městský stadion, Opava rozhodčí: Lizzy Van Der Helm |

| 30. června 2022 15:00 |        |         |                                           |
| Itálie                | 2:2    | Francie | Bazaly, Ostrava rozhodčí: Jelena Pejković |
|                       | Report |         | Bazaly, Ostrava rozhodčí: Jelena Pejković |

| 30. června 2022 17:30 |        |           |                                                         |
| Česko                 | 0:5    | Španělsko | Městský stadion, Opava rozhodčí: Katarzyna Lisiecka-Sęk |
|                       | Report |           | Městský stadion, Opava rozhodčí: Katarzyna Lisiecka-Sęk |

| 3. července 2022 17:30 |        |       |                                                    |
| Itálie                 | 4:0    | Česko | Stadion Stovky, Frýdek-Místek rozhodčí: Alina Peşu |
|                        | Report |       | Stadion Stovky, Frýdek-Místek rozhodčí: Alina Peşu |

| 3. června 2022 17:30 |        |           |                                           |
| Francie              | 1:1    | Španělsko | Bazaly, Ostrava rozhodčí: Catarina Campos |
|                      | Report |           | Bazaly, Ostrava rozhodčí: Catarina Campos |

### Skupina B
| Poř. | Tým     | Z | V | R | P | GV | GI | B |                           |
| ---- | ------- | - | - | - | - | -- | -- | - | ------------------------- |
| 1.   | Norsko  | 3 | 2 | 0 | 1 | 4  | 5  | 6 | Postup do vyřazovací fáze |
| 2.   | Švédsko | 3 | 2 | 0 | 1 | 3  | 1  | 6 | Postup do vyřazovací fáze |
| 3.   | Německo | 3 | 1 | 0 | 2 | 4  | 4  | 3 |                           |
| 4.   | Anglie  | 3 | 1 | 0 | 2 | 4  | 5  | 3 |                           |

| 27. června 2022 15:00 |        |         |                                                         |
| Švédsko               | 2:0    | Německo | Stadion Stovky, Frýdek-Místek rozhodčí: Catarina Campos |
|                       | Report |         | Stadion Stovky, Frýdek-Místek rozhodčí: Catarina Campos |

| 27. června 2022 17:30 |        |        |                                                           |
| Anglie                | 4:1    | Norsko | Městský stadion, Karviná rozhodčí: Katarzyna Lisiecka-Sęk |
|                       | Report |        | Městský stadion, Karviná rozhodčí: Katarzyna Lisiecka-Sęk |

| 30. června 2022 15:00 |        |         |                                               |
| Norsko                | 2:1    | Německo | Městský stadion, Karviná rozhodčí: Alina Peşu |
|                       | Report |         | Městský stadion, Karviná rozhodčí: Alina Peşu |

| 30. června 2022 17:30 |        |        |                                                       |
| Švédsko               | 1:0    | Anglie | Stadion Stovky, Frýdek-Místek rozhodčí: Katalin Sipos |
|                       | Report |        | Stadion Stovky, Frýdek-Místek rozhodčí: Katalin Sipos |

| 3. července 2022 20:00 |        |         |                                                     |
| Norsko                 | 1:0    | Švédsko | Městský stadion, Opava rozhodčí: Lizzy Van Der Helm |
|                        | Report |         | Městský stadion, Opava rozhodčí: Lizzy Van Der Helm |

| 3. července 2022 20:00 |        |        |                                                    |
| Německo                | 3:0    | Anglie | Městský stadion, Karviná rozhodčí: Jelena Pejković |
|                        | Report |        | Městský stadion, Karviná rozhodčí: Jelena Pejković |

## Vyřazovací fáze
|  | Semifinále | Semifinále | Semifinále |  |  | Finále | Finále    | Finále |
|  |            |            |            |  |  |        |           |        |
|  | 1A         | Španělsko  | 1          |  |  |        |           |        |
|  | 2B         | Švédsko    | 0          |  |  |        |           |        |
|  |            |            |            |  |  | SF1    | Španělsko | 2      |
|  |            |            |            |  |  | SF2    | Norsko    | 1      |
|  | 1B         | Norsko     | 1          |  |  |        |           |        |
|  | 2A         | Francie    | 0          |  |  |        |           |        |

### Semifinále
| 6. července 2022 15:00 |        |         |                                                  |
| Španělsko              | 1:0    | Švédsko | Městský stadion, Opava rozhodčí: Catarina Campos |
|                        | Report |         | Městský stadion, Opava rozhodčí: Catarina Campos |

| 6. července 2022 17:30 |        |         |                                                       |
| Norsko                 | 1:0    | Francie | Městský stadion, Karviná rozhodčí: Lizzy Van Der Helm |
|                        | Report |         | Městský stadion, Karviná rozhodčí: Lizzy Van Der Helm |

### Finále
| 9. července 2022 15:00 |        |        |                                               |
| Španělsko              | 2:1    | Norsko | Městský stadion, Ostrava rozhodčí: Alina Peşu |
|                        | Report |        | Městský stadion, Ostrava rozhodčí: Alina Peşu |